# 龟背山遗址
龟背山遗址，位于中国广东省清远市连山县吉田镇大冲公区，为清远市连山县的一个县级文物保护单位，类型为古遗址，公布时间为1990年。
龟背山遗址的历史年代为战国。